# Muzaffargarh (ciudad)
Muzaffargarh es una ciudad de la provincia de Punjab, Pakistán. Situada a orillas del río Chenab, es la capital del distrito del mismo nombre. Es la 39.ª ciudad más grande de Pakistán por población.

## Historia
La región de Muzaffargarh era un área agrícola y boscosa durante el gobierno de la civilización del valle del Indo. Luego vino el período Védico, que se caracterizó por la introducción de la cultura Indo-Aria de Asia Central en la provincia de Punjab. Con el tiempo, varias otras civilizaciones llegaron al poder en la antigua ciudad y el distrito circundante: los Kambojas, los Daradas, los Kekayas, los Madras, los Pauravas, los Yaudheyas, los Malavas y los Kurus. Después de la caída del Imperio aqueménida en 331 a. C., Alejandro el Grande marchó hacia la actual provincia de Punjab con un ejército de 50.000 hombres. La región de Muzaffargarh estuvo, durante diferentes períodos de tiempo, también gobernada por el Imperio Maurya, el reino Indo-Griego, el Imperio Kushan, el Imperio Gupta, los Hunos Blancos, los Kushano-Hephthalites y el Reino Shahi .
En 997 EC, el sultán Mahmud Ghaznavi se hizo cargo del Imperio Ghaznavid y, en 1005, conquistó a los Shahis en Kabul, lo que le otorgó el poder sobre la región de Punjab. El Sultanato de Delhi y más tarde el Imperio Mughal también gobernaron la región. La ubicación de la ciudad actual se volvió predominantemente musulmana durante este tiempo debido a la llegada de misioneros sufíes cuyas dargahs aún persisten en el área.
Después del declive del Imperio Mughal, los sijs conquistaron el distrito de Muzaffargarh. Más tarde, en 1848, el Raj británico asumió el control del área.
En 1794, la ciudad de Muzaffargarh fue fundada por un Sarbani Pashtun de los afganos Kheshgi, Nawab Muzaffar Khan, quien también era el gobernador de Multan en ese momento. El significado de la palabra es "Fuerte de Muzaffar" porque el "distrito histórico" se encuentra dentro de los muros de un fuerte construido por el gobernador. En 1864, se convirtió en la capital del distrito de Muzaffargarh.
El lugar también se conoce como Kala Pani ( Aguas Negras ), ya que se encuentra entre dos ríos: el Indo y el Chenab. Estuvo unida a las tierras circundantes por puentes durante la era británica.
Durante el movimiento independentista de Pakistán, la población musulmana apoyó a la Liga Musulmana y al Movimiento Paquistaní. En 1947, después de que Pakistán obtuvo la independencia, la minoría hindú y sikh emigró a la India mientras que los refugiados musulmanes de la India se establecieron en Muzaffargarh.

## Complejo de energía nuclear de Muzaffargarh
Según el Wall Street Journal, la Comisión de Energía Atómica de Pakistán (PAEC) planea instalar tres reactores nucleares en Muzaffargarh. El Complejo Nuclear de Muzaffargarh tendrá una capacidad de producción de 1100 megavatios.

## Lugares notables

### Parque Fayyaz
Fayyaz Park Muzaffargarh es un parque en la ciudad. Está situado en el centro de la ciudad. Este parque lleva el nombre del excomisionado adjunto Muzaffargarh Fayyaz Bashir. El lugar del parque fue anteriormente la residencia del Comisionado Adjunto.